# Phillip Van Dyke
Phillip Van Dyke (San Francisco, 13 giugno 1984) è un attore statunitense.

## Biografia
Nipote dell'attore Dick Van Dyke, ebbe un ruolo nella serie Family Court. È apparso come ospite in La signora del West. Ha avuto un altro ruolo nella serie Noah Knows Best del canale televisivo Nickelodeon e altri ruoli minori.
Non è più attivo dal 2003.

## Filmografia parziale

### Televisione
- La signora del West (Dr. Quinn, Medicine Woman) – serie TV, episodio 5x11 (1996)
- Caccia disperata (The Ticket), regia di Stuart Cooper – film TV (1997)
- Le nuove avventure di Tom Sawyer – film TV (1998)
- Safety Patrol – film TV (1998)
- Halloweentown - Streghe si nasce (Halloweentown), regia di Duwayne Dunham – film TV (1998)
- Bartok il magnifico (1999) - voce
- Noah Knows Best – serie TV (2000)
- Hey, Arnold! (1997-2000) - voce
- The Amanda Show – serie TV, 1 episodio (2001)
- Halloweentown II - La vendetta di Kalabar (Halloweentown II: Kalabar's Revenge), regia di Mary Lambert – film TV (2001)

## Doppiatori italiani
Nelle versioni in italiano delle opere in cui ha recitato, Phillip Van Dyke è stato doppiato da:
- Mirko Savone in Le nuove avventure di Tom Sawyer, Halloweentown - Streghe si nasce
- Simone Crisari in Halloweentown II - La vendetta di Kalabar